# Kościół św. Trójcy w Rakowie (powiat kielecki)
Kościół Świętej Trójcy w Rakowie – rzymskokatolicki kościół parafialny znajdujący się dawnym mieście, obecnie wsi Raków, w województwie świętokrzyskim. Należy do dekanatu świętokrzyskiego diecezji sandomierskiej.

## Historia

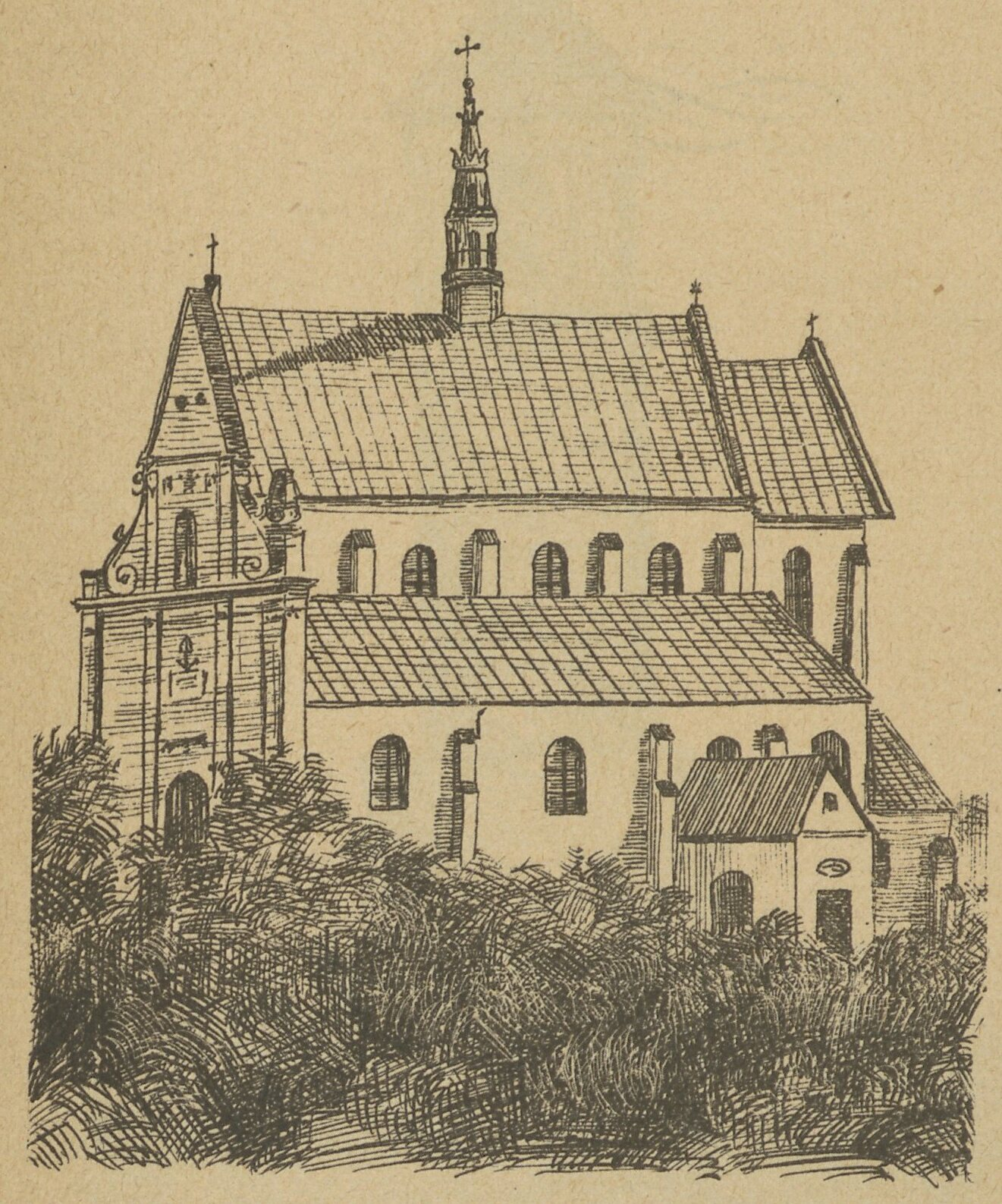
Kościół przed 1907

Obecna świątynia murowana o charakterze kontrreformackim została wzniesiona w latach 1640–1650 na miejscu zboru ariańskiego z funduszy biskupa Jakuba Zadzika. Konsekrowany w 1650 roku przez biskupa pomocniczego krakowskiego Olbrachta Lipnickiego. Fasada wczesnobarokowa typu karmelickiego. We wnętrzu sklepienia typu lubelskiego.
W latach 1987–1989 budowla była restaurowana. W dniu 15 września 2008 roku kościół dekretem biskupa sandomierskiego Andrzeja Dzięgi został ustanowiony Sanktuarium Matki Bożej Cudownej Przemiany. Przedmiotem kultu jest znajdujący się w ołtarzu głównym słynący łaskami obraz Matki Bożej.
Kościół wraz z dzwonnicą z I połowy XIX w. oraz budynkiem dawnej plebanii z przełomu XVI/XVII w. stanowi zespół wpisany do rejestru zabytków nieruchomych (nr rej.: A.454/1-3 z 2.10.1956, z 12.04.1957 i z 21.06.1967).